# 羅克鎮區 (密蘇里州傑佛遜縣)
羅克鎮區（英語：Rock Township）是位於美國密蘇里州傑佛遜縣的一個行政鎮區。

## 地方資料
羅克鎮區的面積為66.10平方千米，當中陸地面積為65.29平方千米，而水域面積為0.81平方千米。根據2020年美國人口普查的數據，當地共有人口32673人，而人口密度為每平方千米494.3人。